# Капсульна ендоскопія

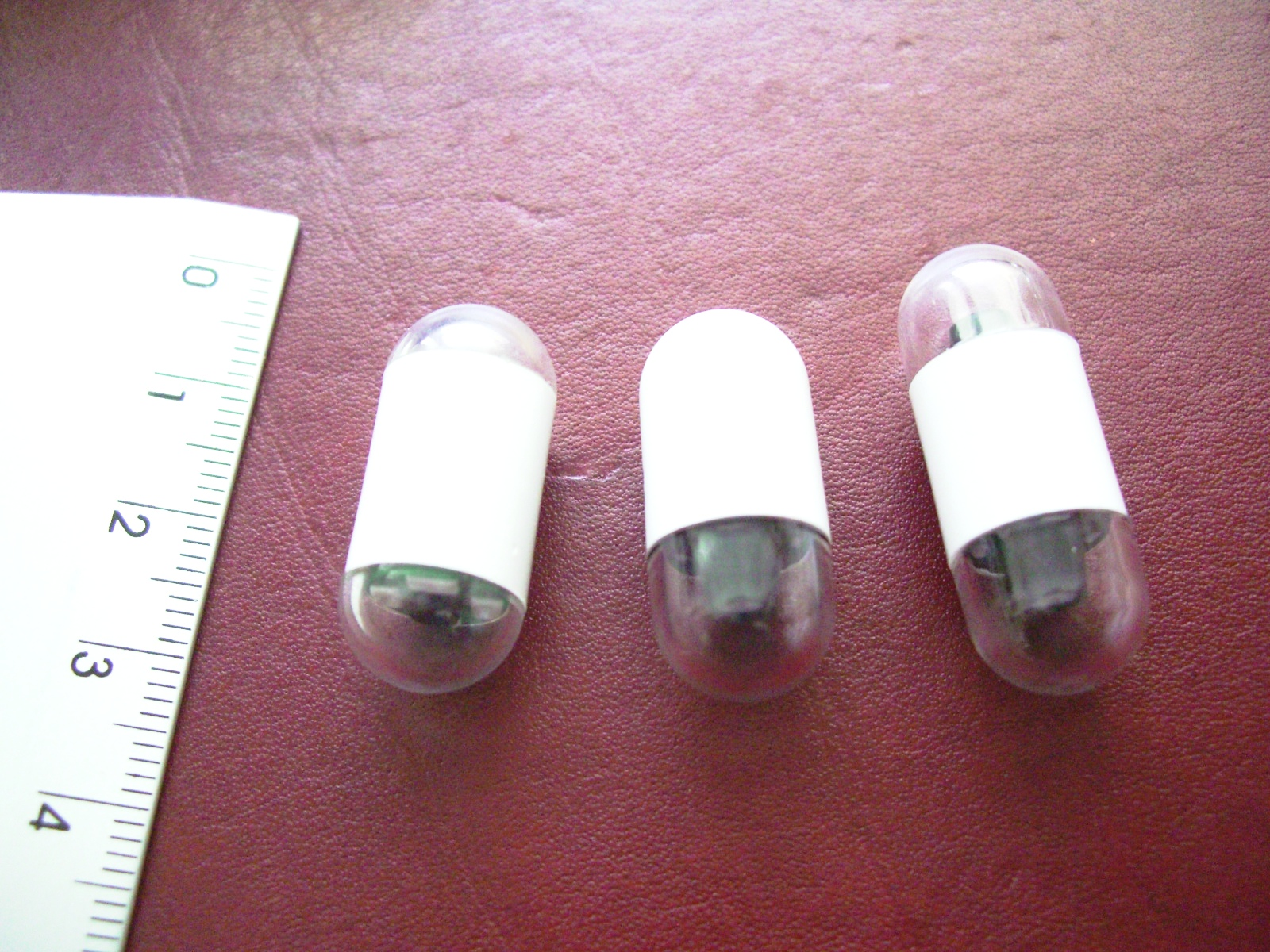
Приклади камер-капсул для дослідження стравоходу, тонкої кишки та товстої кишки (зліва направо)

Капсульна ендоскопія — метод ендоскопічної візуалізації, який був представлений в 2000 році і, вперше був використаний в 2001 році для відображення слизової оболонки травного тракту за допомогою капсули - камери ( таблетки-камери), яку можна проковтнути. На шляху через шлунково-кишковий тракт капсула автоматично знімає слизову оболонку травного тракту і надсилає зображення назовні до портативного реєстратора даних. Пізніше зображення можуть бути оцінені на наявність патологічних змін відповідно підготовленим лікарем.

## Капсульна ендоскопія стравоходу та шлунка
Капсульна ендоскопія стравоходу не змогла утвердитися у повсякденній клінічній практиці порівняно зі звичайним ендоскопічним дослідженням (езофагогастродуоденоскопією, ЕФГДС), яке, як правило, легко виконати.
Для обстеження шлунка існує так звана магнітно-керована капсульна ендоскопія (капсулу можна розмістити на потрібних шлункових відділах за допомогою магнітного наведення). Цей метод був апробований у клінічних дослідженнях і, як і капсульна ендоскопія стравоходу, ще не знайшов свого місця в повсякденній клінічній практиці.

## Капсульна ендоскопія тонкої та товстої кишки
На відміну від капсульної ендоскопії стравоходу та шлунка, капсульна ендоскопія тонкого кишечника стала важливою складовою діагностики захворювань травної системи, проте капсульна ендоскопія товстої кишки, ще знаходиться на шляху становлення.

### Техніка капсульної ендоскопії тонкого та товстого кишечника
Відеокапсула для тонкого кишечника (англ. PillCam SB) — це просто плаваюча крихітна цифрова камера розміром приблизно 26 мм в довжину і приблизно 11 мм в діаметрі, разом з освітленням, управлінням, електронікою для передачі даних, а також акумулятором. Капсули останнього покоління адаптують частоту збору зображень за швидкістю, з якою капсула рухається в кишечнику: два зображення за секунду робляться з повільною швидкістю, а шість зображень за секунду — у швидких проходах. Ємність батареї забезпечує час запису / обстеження понад 11 годин. Відеокапсула для товстої кишки має дві головки з камерами: по одній на кожному кінці. Це полегшує візуалізацію ділянок після зморшок, які складніше помітити за допомогою інших методів. Частота кадрів коливається в межах від 4 до 35 кадрів за секунду в залежності від швидкості, з якою капсула рухається в кишечнику.

### Проведення капсульної ендоскопії тонкого та товстого кишечника
Перед початком капсульної ендоскопії необхідне ретельне очищення товстої кишки. Капсулу ковтають, і під час своєї шести-восьмигодинної подорожі по травному тракту вона робить знімки зсередини кишечника, які передаються через радіохвилі на зчитуючий пристрій для зберігання. Таким чином, пацієнт може вільно пересуватися під час отримання від 50 до 60 000 зображень. Зображення пізніше поєднуються за допомогою спеціального програмного забезпечення для формування відеопотоку, та оцінюються лікарем. Капсула використовується лише один раз. Обстеження не потребує використання іонізуючого випромінювання. Також не потрібно давати заспокійливих засобів, знеболюючих, або застосовувати анестезію. Під час проходження процедури капсульної ендоскопії товстої кишки, пацієнт додатково 1-2 рази випиває спеціальну суміш, щоб капсула швидше дійшла до товстої кишки.

### Капсульна ендоскопія тонкої кишки

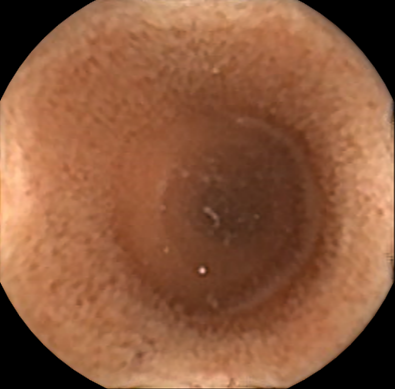
Капсульна — ендоскопічна картина нормальної тонкої кишки

Капсульна ендоскопія тонкої кишки зарекомендувала себе як діагностичний золотий стандарт оцінки тонкої кишки. Відповідно до рекомендацій Німецького товариства з захворювань травлення та обміну речовин (DGVS), використання капсули тонкого кишечника в принципі може бути показано, коли є будь-яка підозра на захворювання тонкої кишки. Однак найважливішим показанням є уточнення кровотечі з кишечника (так звана середня шлунково-кишкова кровотеча). В останні роки капсульна ендоскопія також зарекомендувала себе у певних питаннях у пацієнтів із підозрою або відомою хворобою Крона . Інші можливі показання — поліпозні синдроми, целіакія та деякі інші захворювання тонкої кишки.

### Капсульна ендоскопія товстої кишки

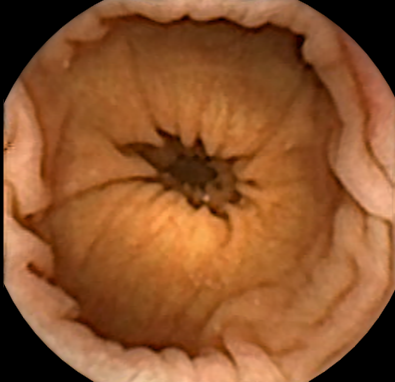
Ендоскопічне зображення нормальної слизової оболонки товстої кишки за допомогою капсульної ендоскопії

Європейське товариство з гастроентерології (ESGE) у своїх настановах 2012 року, рекомендує застосовувати капсульну ендоскопію товстої кишки у пацієнтів, для яких звичайна колоноскопія в повній мірі не є можливою, а також у пацієнтів, які мають підвищений ризик кровотечі, травм кишечника або при застосуванні заспокійливих засобів. — /знеболюючих препаратів. У Японії капсульне обстеження товстої кишки дозволено у всіх сферах медицини, за показаннями, з 2014 року, особливо якщо пацієнти не мають можливості, чи не бажають проходити звичайну колоноскопію. В області геніталій не проводиться інструментальне обстеження, яке викликає почуття сорому в багатьох людей. Капсульна камера — це стерильний одноразовий предмет, який викидається після обстеження. Недоліком є те, що будь-які виявлені поліпи, не можуть бути видалені негайно, а зразки тканин не можуть бути взяті на біопсію, як це можливо при звичайній колоноскопії. Це необхідно враховувати, приймаючи рішення про капсульну ендоскопію товстої кишки, або проти неї.

## Протипоказання для капсульної ендоскопії
Найважливішим протипоказанням для проведення капсульної ендоскопії є підозра, або вже наявне патологічне звуження травного тракту (стеноз), яке може перешкоджати проходженню капсули. Якщо капсульну ендоскопію треба провести, незважаючи на можливе звуження кишечника, прохідність кишечника для капсули камери може бути перевірена тестовою капсулою без камери. За формою та розміром вона ідентична до капсули—камери, але через 30 годин у кишечнику розчиняється на невеликі окремі частини, які також легко проходять через будь-які вузькі ділянки. Вихід неушкодженої капсули свідчить про прохідність кишечника та можливість проведення капсульної ендоскопії. Іншими протипоказаннями є порушення ковтання (ризик аспірації), вагітність та одночасна магнітно-резонансна томографія (МРТ-сканування). Капсула заборонена для дітей до 2 років.

## Моделі відеокапсул
- PillCam [Архівовано 9 липня 2020 у Wayback Machine.] (Given Imaging [Архівовано 8 вересня 2008 у Wayback Machine.])
- EndoCapsule (Olympus)
- Sayaka (RF System)
- MiroCam (IntroMedic)
- OMOM [Архівовано 10 липня 2020 у Wayback Machine.] (Jinshan Science&Technology Group)